# Kościół św. Stanisława Biskupa i Męczennika w Poznaniu
Kościół św. Stanisława Biskupa i Męczennika w Poznaniu – rzymskokatolicki kościół parafialny, usytuowany na osiedlu Bolesława Śmiałego na obszarze osiedla administracyjnego Piątkowo na Piątkowie w Poznaniu.

## Historia
1 kwietnia 1990 na placu budowy odprawiono pierwszą mszę świętą. 23 grudnia 1990 ks. Jerzy Stroba utworzył ośrodek duszpasterski oraz poświęcił tymczasową kaplicę. 1 stycznia 1992 ks. arcybiskup Jerzy Stroba wydał dekret erekcyjny, ustanawiający powstanie parafii. 21 marca 1999 odbyła się uroczystość wmurowania kamienia węgielnego pod nową świątynię. Aktu wmurowania dokonał ks. arcybiskup Juliusz Paetz. We wrześniu 2002 rozpoczęto budowę wieży przy kościele, którą ukończono 28 października 2004. Wieża zostaje zwieńczona krzyżem. 18 maja 2005 w wieży na wysokości 18 m zainstalowano dzwon św. Stanisława Biskupa i Męczennika. 24 listopada 2009 powiatowy inspektor nadzoru budowlanego w Poznaniu, wydał pozwolenie na użytkowanie kościoła i wieży. 8 maja 2012 odbyła się uroczystość poświęcenia kościoła przez ks. arcybiskupa Stanisława Gądeckiego, metropolitę poznańskiego.

## Architektura
Świątynię wraz z zapleczem duszpasterskim i mieszkalnym wybudowano według projektu architekta Eugeniusza Skrzypczaka.

## Galeria

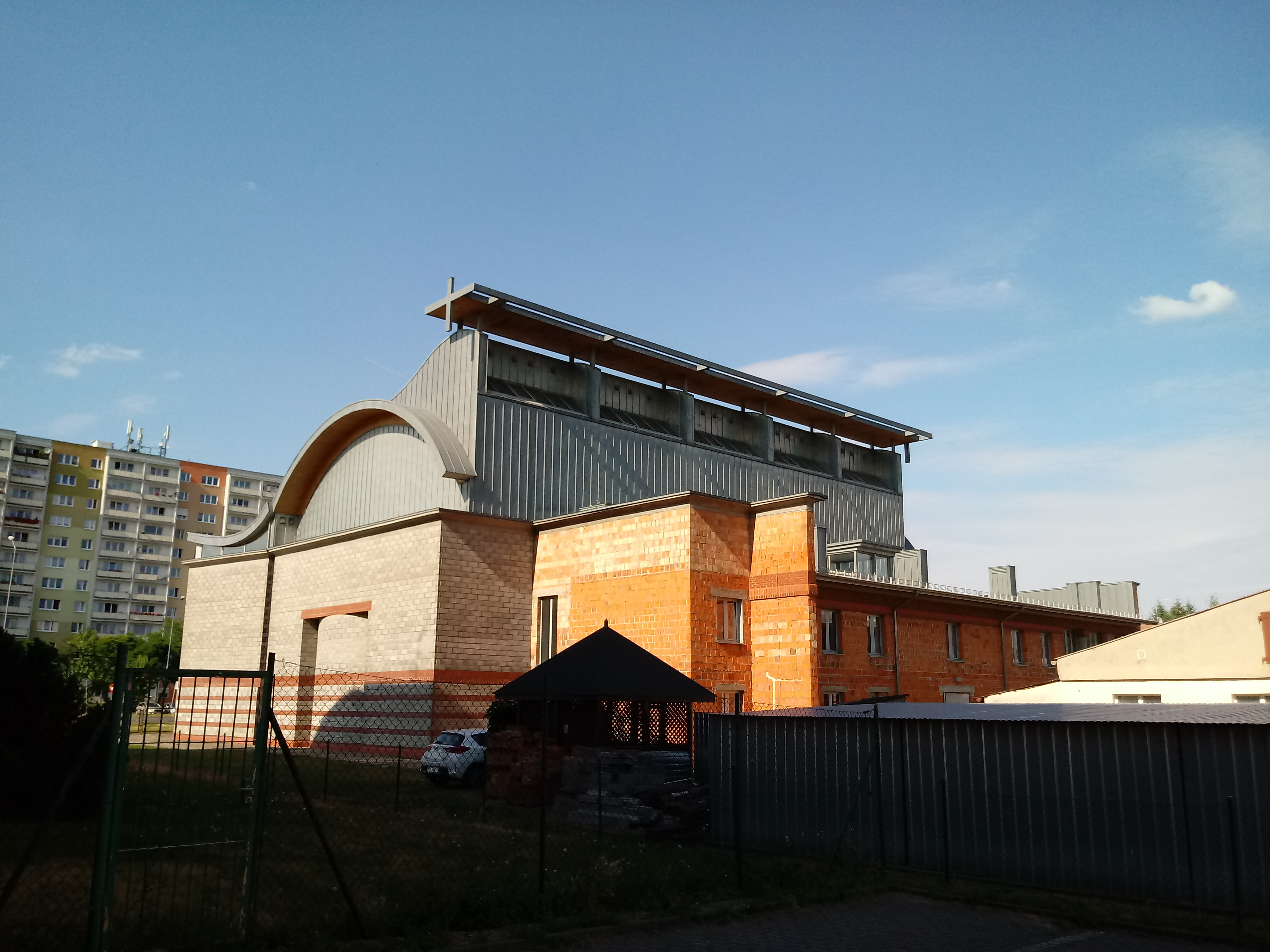
Widok od strony domu parafialnego
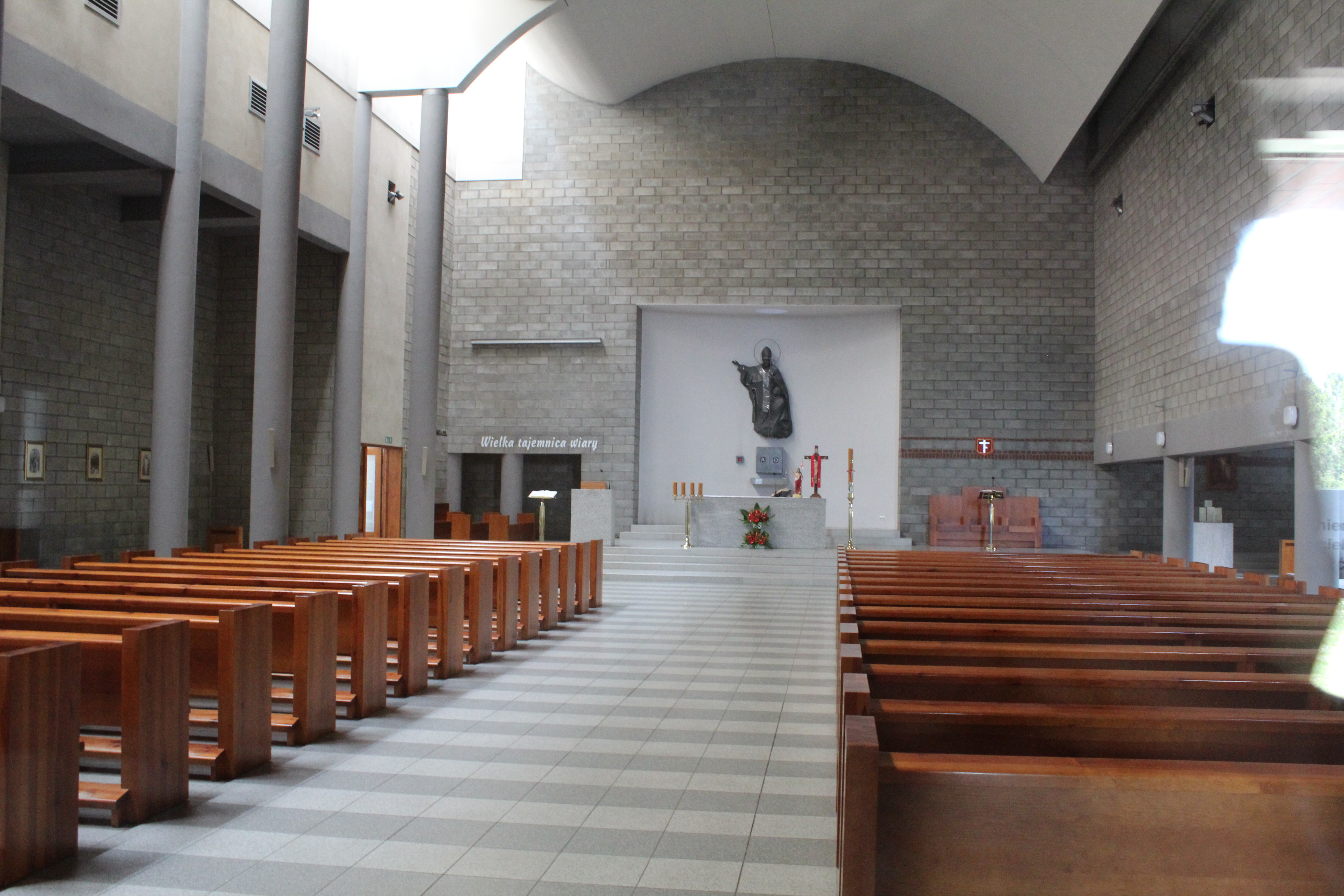
Wnętrze świątyni